# Herbert Ihlefeld
Herbert Ihlefeld (Pinnow, 1º giugno 1914 – Wennigsen am Deister, 8 agosto 1995) è stato un aviatore tedesco che prestò servizio nella Luftwaffe durante la seconda guerra mondiale, asso dell'aviazione con 132 vittorie.

## Biografia
Herbert Ihlefeld entrò nel 5º reggimento fanteria del Reichswehr nel 1933 e due anni dopo si arruolò nella neonata Luftwaffe. Istruito al volo su aerei da caccia, partecipò con la Legione Condor alla guerra civile spagnola conseguendo 7 vittorie, meritandosi per questo la Medalla Militar e la Croce spagnola in oro.
Nell'agosto 1938 passò al 1º gruppo del 2º stormo da addestramento (Lehrgeschwader, I/LG 2) e il 20 dello stesso mese al 1º gruppo del 77º stormo caccia (I/JG 77). Oramai sottotenente, con quest'ultima unità volò nella campagna di Polonia e in Francia riuscendo a totalizzare un totale di 21 vittorie (nel frattempo nel luglio 1940 era passato al comando della 1ª squadriglia del JG 77) guadagnando in seguito la Croce di Cavaliere (13 settembre 1940) nonché la promozione a tenente prima e a capitano poi (1º ottobre 1940). Partecipò ovviamente anche alla battaglia d'Inghilterra sempre al comando della 1/JG 77.
L'invasione della Jugoslavia trasferì Ihlefeld nel teatro delle operazioni. Nel suo primo volo della campagna Ihlefeld fu abbattuto sopra Niš dalla contraerea e venne catturato dai soldati jugoslavi a terra. Durante la prigionia fu intimorito con minacce di morte e ricevette numerose percosse, ma fortunatamente per lui alcuni soldati tedeschi lo liberarono otto giorni dopo e così tornò in Germania per un periodo di riposo. Dopo due settimane mise in mostra il proprio talento nella battaglia di Creta ai danni di un Hurricane, alzando il proprio record personale a 36 successi aerei.

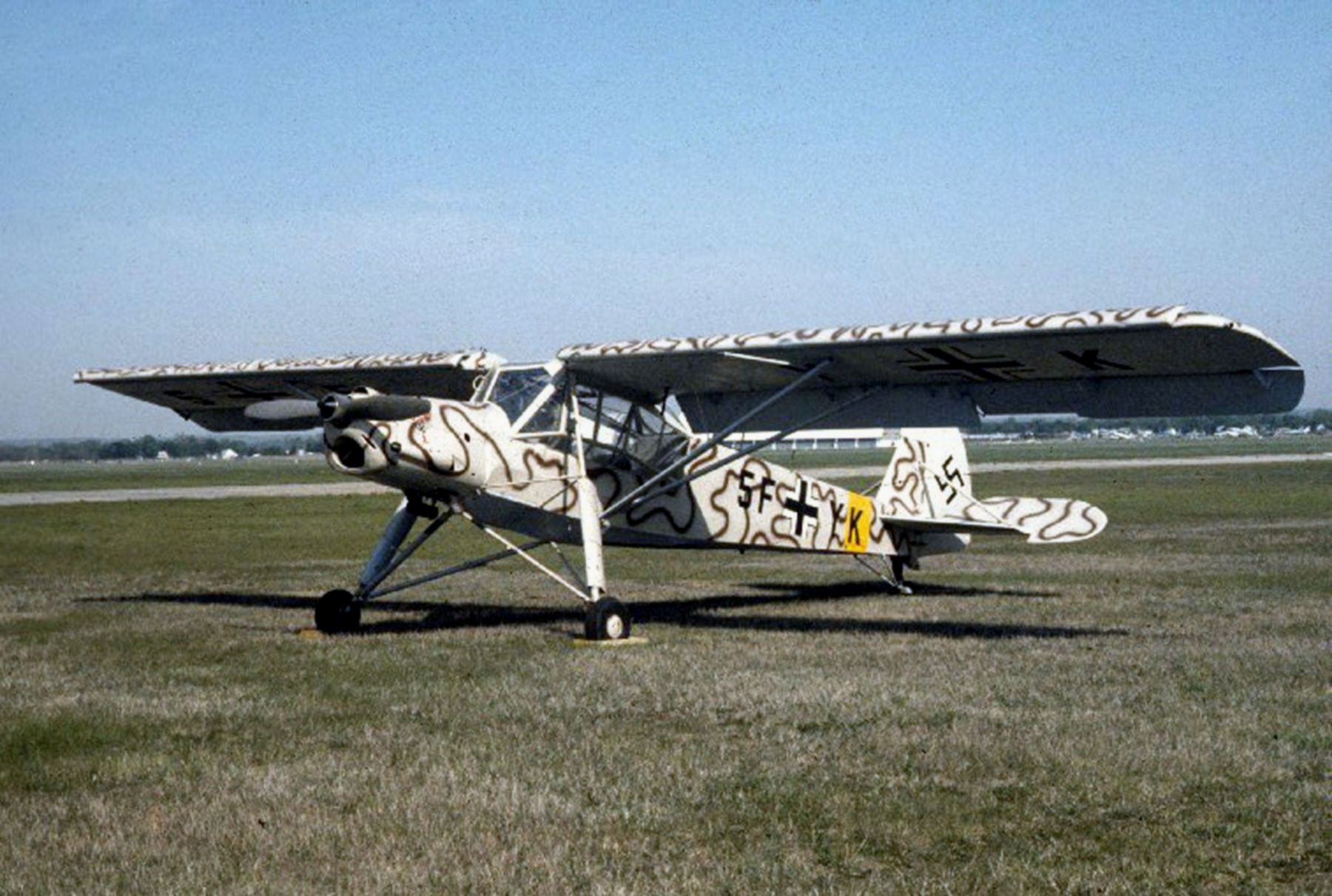
Un Fieseler Fi 156, l'aereo che Ihlefeld stava pilotando quando venne abbattuto dai caccia sovietici

In Unione Sovietica, luogo dove fu inviato per partecipare all'operazione Barbarossa, comandò dal giugno 1941 il I/JG 77, toccò le 40 vittorie e si vide appuntare la Croce di Cavaliere con Fronde di Quercia. A partire dal marzo 1942 Ihlefeld segnò una serie di successi (cinque il 24 marzo, sette il 30 e altri sette il 20 aprile) che lo portarono ad essere il quinto pilota nella storia dell'aviazione a raggiungere quota 100 e a ricevere la Croce Tedesca in oro il 9 aprile e la Croce di Cavaliere con Fronde di Quercia e Spade il 24 aprile. Il I/JG 77, durante il suo comando, distrusse 323 aerei nemici a fronte di soli 17 piloti deceduti. A giugno ottenne la promozione a capo del 52º stormo caccia (JG 52), ma il 22 luglio, durante una ricognizione su un Fieseler Fi 156, alcuni caccia sovietici lo colpirono facendo precipitare il velivolo. Ihlefeld sopravvisse seppur con gravi ferite che lo costinsero ad un periodo di convalescenza prolungatosi fino al luglio 1943.
In quel mese Ihlefeld tornò alla vita militare comandando il Jagdgruppe 25 in qualità di Geschwaderkommodore eseguendo voli ad alta quota con dei Messerschmitt Bf 109 per contrastare i bombardieri quadrimotore Alleati. Nel maggio 1944, dopo una brevissima permanenza nel JG 1, divenne comandante del JG 11, stormo equipaggiato verso la fine della guerra con gli Heinkel He 162.